# IndieGala
『IndieGala』（インディーガラ）は、 Humble Bundleに似たコンピュータゲームバンドルシリーズ。販売されるゲームは一般的にMicrosoft Windows専用作品であり、通常デジタル著作権管理（DRM）を搭載している。最初のIndieGalaは2011年12月5日にリリースされた。同社の共同創設者兼CEOはRiccardo Rosapepeである。
これまでのところ、ほとんどのゲームはSteamキーであり、サイトから直接ダウンロードする形式ではない。例外には、最初のGalaでの『Vizati』、2番目のGalaでのAndroid用『Fruit Blitz』、同じく2番目のGalaでのMac、Linux、Windows用の初代『Postal』があるが、これらに限定されない。
Humble Bundleと同様に、購入者は開発者、慈善団体、主催者の間で収益を分割することができる。
IndieGalaは、インディーゲーム開発の支援を目的とするイニシアチブ「Galafund」も開始した。